# Henry Johnson
Pour les articles homonymes, voir Henry Johnson (homonymie) et Johnson.
William Henry Johnson, né vers le 15 juillet 1892 à Winston-Salem et mort le 1er juillet 1929 à Washington, communément appelé Henry Johnson, est un soldat de l'armée américaine qui a agi de façon héroïque dans la première unité afro-américaine de l'armée américaine à s'engager dans les combats de la Première Guerre mondiale. 
En poste dans la forêt d'Argonne le 14 mai 1918, il repousse un raid allemand au corps à corps, tuant plusieurs soldats allemands et sauvant un camarade tout en subissant vingt-et-une blessures, dans une action qui est portée à l'attention de la nation par une couverture dans le New York World et le Saturday Evening Post plus tard cette année-là. 
En 1918, le racisme à l'égard des Afro-Américains est courant chez les soldats blancs et dans le commandement de l'armée américaine, mais l'attitude française est différente. Johnson est reconnu par la France avec une Croix de guerre avec étoile et palme de bronze, et est le premier soldat américain de la Première Guerre mondiale à recevoir cet honneur,.
Henry Johnson meurt, pauvre et loin des projecteurs, en 1929. Une longue lutte est menée pour qu'il soit récompensé par l'armée américaine. Il reçoit finalement la Purple Heart en 1996. En 2002, l'armée américaine lui décerne la Distinguished Service Cross. En 2015, après de nombreux efforts infructueux pour lui faire obtenir la Medal of Honor à titre posthume, elle lui est enfin décernée par le président Barack Obama lors d'une cérémonie à la Maison-Blanche.

## Jeunesse
Henry Johnson a déclaré qu'il était né à Winston-Salem, en Caroline du Nord, le 15 juillet 1892 lorsqu'il s'est inscrit au service militaire de la Première Guerre mondiale, mais il a utilisé d'autres dates sur d'autres documents et il se peut qu'il n’ait pas connu la date exacte de sa naissance,,. Il a déménagé à Albany, dans l'État de New York, au début de son adolescence et a travaillé comme porteur à l'Albany Union Station (en) sur Broadway,.

## Carrière militaire
Henry Johnson s'est engagé dans l'armée américaine le 5 juin 1917, rejoignant le 15e régiment d'infanterie de la garde nationale de New York, composé uniquement de Noirs, qui, lorsqu'il a été incorporé au service fédéral, a été redéfini comme le 369e régiment d'infanterie basé à Harlem.
Le 369e régiment d'infanterie rejoint la 185e brigade d'infanterie à son arrivée en France, mais est relégué à des tâches d'entretien au lieu d'un entraînement au combat. La 185e brigade d'infanterie est à son tour affectée, le 5 janvier 1918, à la 93e division d'infanterie. L'armée française, satisfaite de ses soldats noirs venant de son empire colonial, obtient le détachement de cette unité pour le combat. De fait, le régiment sous commandement français est surnommé « les guerriers d'enfer »[réf. souhaitée] par les Allemands et les Français à cause de son courage et de son audace.
Bien que le général John Pershing ait souhaité conserver l'autonomie de l'armée américaine, il a prêté le 369e à la 161e division de l'armée française. La raison officieuse et non déclarée pour laquelle il était prêt à détacher les régiments afro-américains du commandement américain était que les soldats américains blancs se plaignaient et refusaient de combattre aux côtés des troupes noires. Les régiments noirs ont subi un harcèlement considérable de la part des soldats blancs américains et même un dénigrement de la part du quartier général de l'American Expeditionary Force, qui est allé jusqu'à publier le fameux pamphlet Secret Information Concerning Black American Troops, qui mettait en garde les autorités civiles françaises contre la prétendue nature inférieure et les tendances supposées des troupes afro-américaines à commettre des agressions sexuelles.
L'armée et la population françaises n'ont pas manifesté de racisme et se sont montrées heureuses et accueillantes envers les Afro-Américains qui venaient les soutenir. Le 369e régiment d'infanterie, surnommé plus tard les Harlem Hellfighters (« les guerriers d'enfer [venant] de Harlem »), a été parmi les premiers à arriver en France et parmi les plus décorés à son retour. Le 369e était une unité entièrement noire sous le commandement d'officiers majoritairement blancs, dont leur commandant, le colonel William Hayward. L'idée d'un régiment noir de la Garde nationale de New York avait d'abord été proposée par Charles W. Fillmore, un New-Yorkais noir. Le gouverneur Charles Seymour Whitman (en), inspiré par la bravoure de la 10e Cavalerie noire au Mexique, autorise le projet. Il nomma le colonel Hayward pour mener à bien la tâche d'organiser l'unité, et Hayward donna à Fillmore une commission en tant que capitaine dans le 15e régiment d'infanterie de la garde nationale de New York. Celui-ci devient le 369e régiment d'infanterie des États-Unis avant de s'engager dans les combats en France.
Le 369e a eu un départ difficile des États-Unis, faisant trois tentatives sur une période de plusieurs mois pour partir vers la France avant de finalement pouvoir partir. Même alors, leur bateau, qui s'était arrêté et ancré avant de sortir du port en raison d'une soudaine tempête de neige, a été heurté par un autre navire en raison de la mauvaise visibilité. Le capitaine du bateau, le Pocahontas, a voulu faire demi-tour, au grand dam de ses passagers. Les membres du 369e, dirigés par Hayward, qui étaient déjà en colère et impatients, voyaient d'un très mauvais œil tout retard supplémentaire. Comme les dommages subis par le navire se situaient bien au-dessus de la ligne de flottaison, le capitaine du navire a admis qu'il n'y avait aucun danger de couler. Hayward a alors informé le capitaine qu'il ne voyait aucune raison de faire demi-tour, à part la lâcheté. Les hommes de Hayward ont réparé eux-mêmes les dégâts et le navire a repris la mer. Selon les notes de Hayward, ils ont débarqué à Brest le 27 décembre 1917. Ils se sont bien adaptés une fois qu'ils sont arrivés en France. Cependant, il s'est écoulé un certain temps avant qu'ils ne voient des combats.
L'armée française a affecté le régiment de Johnson à l'avant-poste 20, à la lisière de la forêt d'Argonne, en Champagne, et l'a équipé de fusils et de casques français. Alors qu'il était en poste d'observation dans la nuit du 14 mai 1918, Johnson a été attaqué par un important groupe d'assaillants allemands, qui aurait compté jusqu'à trente-six soldats. À l'aide de grenades, de la crosse de son fusil, d'un couteau bolo et de ses poings nus, Johnson a repoussé les Allemands, en tuant quatre et en blessant d'autres, sauvant Needham Roberts (en) de la capture et sauvant la vie de ses compagnons d'armes. Johnson a subi vingt-et-une blessures au cours de ces combats,. Cet acte de bravoure lui a valu le surnom de Black Death, (« la mort noire ») en signe de respect pour ses prouesses au combat.
Les exploits de Henry Johnson ont d'abord été portés à l'attention nationale dans un article d'Irvin S. Cobb intitulé Young Black Joe publié dans le Saturday Evening Post du 24 août 1918.
De retour chez lui, le désormais sergent Johnson participe (avec son régiment) à un défilé de la victoire sur la Cinquième Avenue à New York en février 1919. Il est ensuite payé pour participer à une série de tournées de conférences. Il s'est présenté un soir à Saint-Louis et, au lieu de livrer le récit attendu de l'harmonie raciale dans les tranchées, il a révélé les abus dont les soldats noirs avaient été victimes, comme le refus des soldats blancs de partager les tranchées avec les Noirs. Peu après, un mandat d'arrêt a été émis contre Johnson pour avoir porté son uniforme au-delà de la date prescrite par sa commission et les engagements de conférences rémunérées se sont taris.

## Honneurs militaires

### Croix de guerre (France)

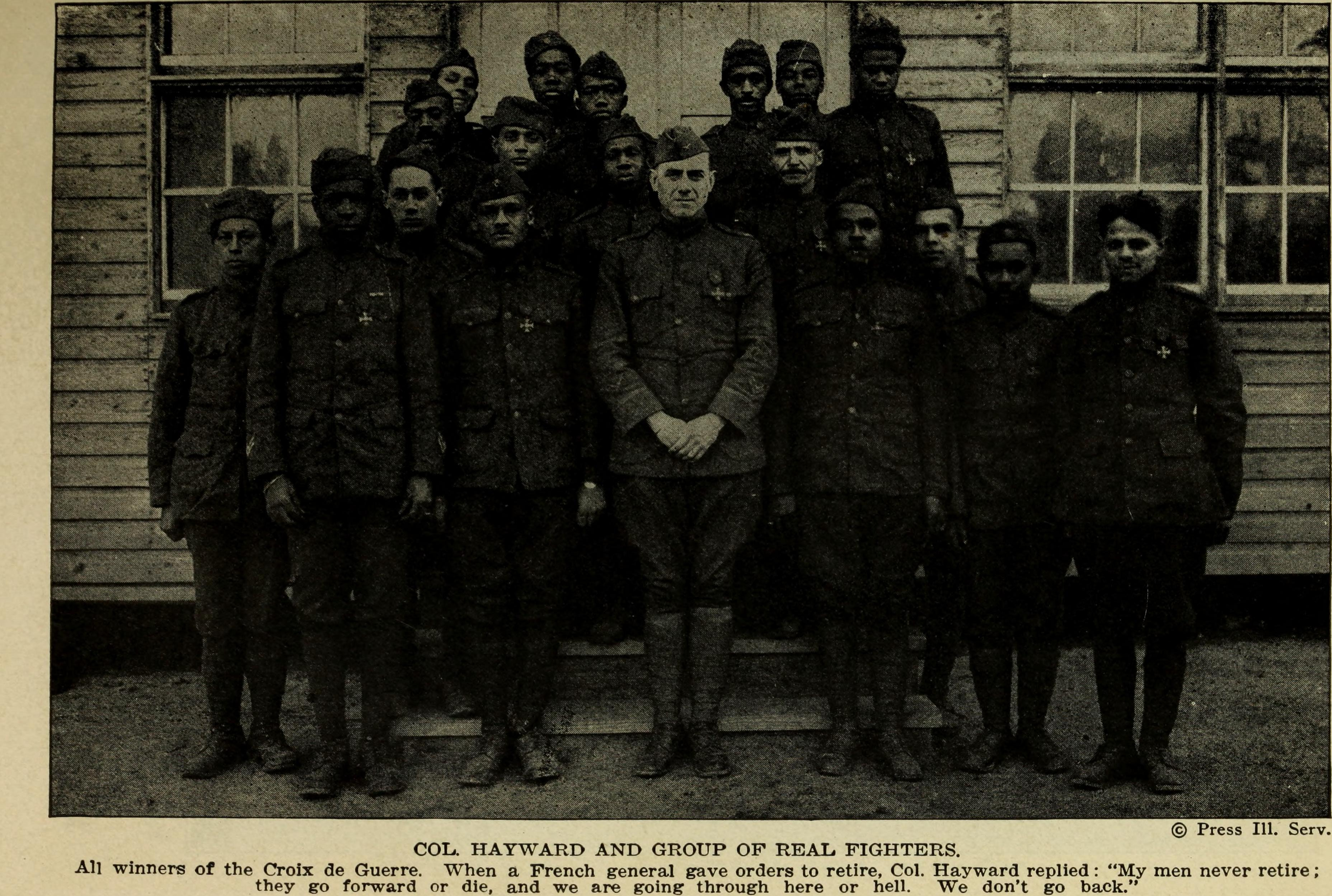
Henry Johnson et le colonel William Hayward, les real figthers décorés de la Croix de guerre.

Le gouvernement français a décerné à Johnson la Croix de guerre, avec une citation spéciale et une palme d'or. Il a été le premier américain à recevoir cette distinction,.

### Purple Heart(États-Unis)
En juin 1996, le président Bill Clinton a décerné à Johnson la Purple Heart, une médaille militaire américaine, décernée aux soldats blessés ou tués au service de l'armée après le 5 avril 1917.

### Distinguished Service Cross(États-Unis)
En février 2003, la Distinguished Service Cross, la deuxième plus haute distinction de l'armée américaine, a été remise à Herman A. Johnson (en), l'un des Tuskegee Airmen, au nom de son père. John Howe, un ancien combattant de la guerre du Vietnam qui avait fait campagne sans relâche pour que Johnson soit reconnu, et le major général de l'armée américaine Nathaniel James, président de la 369th Veterans' Association (en), étaient présents à la cérémonie à Albany.

### Medal of Honor(États-Unis)
Le 14 mai 2015, la Maison-Blanche a annoncé que Johnson recevrait la Medal of Honor à titre posthume, remise par le président Barack Obama. La Medal of Honor est la plus haute distinction militaire des États-Unis.
Lors de la cérémonie du 2 juin, la médaille de Johnson a été reçue en son nom par le sergent-major de commandement Louis Wilson de la Garde nationale de New York. Le président Obama a déclaré : « Le moins que nous puissions faire est de dire : Nous savons qui vous êtes, nous savons ce que vous avez fait pour nous. Nous vous en sommes à jamais reconnaissants. »
La citation officielle se lit comme suit :

« Le président des États-Unis d'Amérique, autorisé par la loi du Congrès du 3 mars 1863, a décerné au nom du Congrès la Medal of Honor au soldat Henry Johnson de l'Armée des États-Unis « pour sa bravoure et son intrépidité remarquables au péril de sa vie, au-delà de l'appel du devoir » :
Le soldat Johnson s'est distingué par des actes de bravoure et d'intrépidité dépassant les limites du devoir alors qu'il servait en tant que membre de la compagnie C, 369e régiment d'infanterie, 93e division, forces expéditionnaires américaines, pendant les opérations de combat contre l'ennemi sur les lignes de front du front de l'ouest en France le 15 mai 1918.
Le soldat Johnson et un autre soldat étaient en poste de sentinelle dans un avant-poste lorsqu'ils ont été attaqués par surprise par un groupe d'assaillants allemands composé d'au moins douze soldats. Sous le feu nourri de l'ennemi et bien qu'il ait été gravement blessé, le soldat Johnson a courageusement riposté, faisant plusieurs victimes parmi l'ennemi. Lorsque son camarade a été grièvement blessé, le soldat Johnson l'a empêché d'être fait prisonnier par les forces allemandes. Le soldat Johnson s'est exposé à un grave danger en quittant sa position pour engager un soldat ennemi dans un combat au corps à corps. Ne disposant que d'un couteau et gravement blessé, le soldat Johnson a poursuivi le combat et a planté son couteau bolo dans la tête d'un soldat ennemi. Faisant preuve d'un grand courage, le soldat Johnson a affronté les forces ennemies jusqu'à ce qu'elles battent en retraite. L'héroïsme extraordinaire et l'altruisme du soldat Johnson, au-delà de l'appel du devoir, sont conformes aux plus hautes traditions du service militaire et font honneur à lui-même, à son unité et à l'armée américaine. »

## Vie ultérieure et décès
Les dossiers du département des Anciens combattants des États-Unis indiquent qu'une cote d'invalidité permanente et totale a été accordée à Johnson le 16 septembre 1927, en raison de sa tuberculose. D'autres documents du département des Anciens combattants indiquent que Johnson a reçu une compensation mensuelle et des visites régulières du personnel médical du département des Anciens combattants jusqu'à sa mort.
Johnson est décédé le 1er juillet 1929 à Washington, D.C., d'une myocardite. Il a été inhumé au cimetière national d'Arlington le 6 juillet 1929.

## Héritage
En 1919, le cofondateur de la Légion américaine (une association d'anciens combattants de l'armée des États-Unis), Theodore Roosevelt, Jr., fils de l'ancien président des États-Unis Theodore Roosevelt, a désigné Johnson comme l'un des « cinq Américains les plus courageux » à avoir servi pendant la Première Guerre mondiale.
L'intérêt pour l'obtention d'une reconnaissance appropriée pour Johnson s'est accru au cours des années 1970 et 1980. En novembre 1991, un monument a été érigé en son honneur dans le Washington Park Historic District (en) d'Albany, dans l'État de New York, et une section du Northern Boulevard a été rebaptisée Henry Johnson Boulevard.
En décembre 2004, l'installation postale du 747 Broadway a été rebaptisée United States Postal Service Henry Johnson Annex.
Le 4 septembre 2007, la Brighter Choice Foundation d'Albany (New York) a inauguré la Henry Johnson Charter School (« école à charte Henry Johnson »), en présence de la petite-fille de Johnson.
Une affiche commerciale de 1918 rendant hommage à l'héroïsme de Johnson pendant la guerre a fait l'objet d'un épisode de 2012 de la série télévisée History Detectives de PBS.
En date du 3 décembre 2014, le projet de loi sur la défense nationale comprenait une disposition, ajoutée par le sénateur Chuck Schumer, visant à décerner à Johnson la Medal of Honor, la plus haute distinction militaire américaine.
Pendant de nombreuses années, on a pensé que Herman Archibald Johnson (en) était le fils de Henry Johnson. Cependant, en fouillant la généalogie de Henry Johnson avant qu'il ne reçoive la Medal of Honor, on a découvert qu'il n'y avait aucun lien familial entre les deux personnes,. L'armée a déclaré : « Bien que nous apprécions la famille Johnson qui se bat pour cette récompense et qui maintient en vie la mémoire et les actes valeureux de Henry Johnson, nous ne pouvons malheureusement pas les reconnaître comme PNOK (primary next of kin) », en français « les plus proches parents ».
En décembre 2014, le district scolaire de la ville d'Albany (en) a mis en place un programme de formation d'officiers de réserve junior à l'école secondaire d'Albany (en), nommé le Bataillon Henry Johnson en son honneur. Le programme compte plus de cent cadets.